# Lidia Morawska
Lidia Morawska (* 1952 in Tarnów, Polen) ist eine polnisch-australische Physikerin. Sie forscht unter anderem zu den Auswirkungen sehr feiner Teilchen in der Luft auf die menschliche Gesundheit. Im Jahr 2019 gelang der Forschungsgruppe um Morawska im Rahmen eines Forschungsprojekts zu Viren in Aerosolen der Nachweis, dass bei kurzen oder mittleren Entfernungen ein erhebliches Infektionsrisiko durch Mikrotröpfchen besteht. 2020 empfahl sie daraufhin Schutzmaßnahmen zur Verminderung der Übertragung von COVID-19 wie das Lüften und die Anwendung von Luftfiltern.

## Leben und Karriere
Lidia Morawska wurde in Tarnów geboren und lebte von ihrem zweiten Lebensjahr bis zum Abitur in Przemyśl, Polen. Ihre Eltern waren Zofia Jaskuła und der Yachtkapitän Henryk Jaskuła, der im Mai 1980 als erster Pole und dritter Seefahrer der Geschichte allein die Erde umrundete, ohne Häfen anzulaufen.
Gegen den Rat ihrer Mutter, die um die Sicherheit der Tochter fürchtete, entschied sich Lidia Morawska für das Studium der Kernphysik und promovierte 1982 an der Jagiellonen-Universität in Krakau mit einer Arbeit über Radon und seine Zerfallsprodukte. Nach dem Studium beschäftigte sie sich aber nicht mit Kernreaktorphysik, sondern mit Umweltstrahlung. Bis 1987 war sie am Institut für Physik und Nukleartechniken an der Akademie für Bergbau in Krakau. Mit einem Stipendium der Internationalen Atomenergiebehörde, für ein einjähriges Studium an einer kanadischen Universität, ging sie mit ihrer Familie nach Kanada. Aus familiären Gründen blieb sie länger in Kanada und Forschungsaufenthalte führten die Physikerin in den Jahren 1987 bis 1991 an die McMaster-Universität in Hamilton und an die Universität Toronto. Einer ihrer Kollegen war Australier und steckte sie mit seiner Begeisterung für sein Heimatland an. So bewarb sie sich an mehreren australischen Universitäten, darunter auch an der Queensland University of Technology, an der sie ihr weiteres Leben als Forscherin verbrachte. 1991 ernannte man sie dort zur Senior Lecturer, 2003 zur Professorin. Dort gründete Morawska das Environmental Aerosol Laboratory (deutsch: Labor für Aerosole in der Umwelt), das 2002 unter dem Namen International Laboratory for Air Quality and Health (ILAQH) zum WHO Collaborating Centre for Air Quality and Health (deutsch: WHO-Kooperationszentrum für Luftqualität und Gesundheit) wurde und wo sie seither forscht. In ihrer langjährigen Zusammenarbeit mit der WHO leistete Morawska zu allen Luftqualitätsrichtlinien Beiträge.

## Familie
Morawskas erster Ehemann ist verstorben. Sie ist in zweiter Ehe mit einem Portugiesen verheiratet.

## Forschungsschwerpunkte

### Global Burden of Diseases studies
Von 2012 an arbeitete sie in internationalen Forschungsprojekten wie den Global Burden of Disease Studies mit, in deren Rahmen Luftverschmutzung als Krankheitsrisiko untersucht wird.

### Ultrafine particle research
Morawskas Projekt Ultrafine Particles from Traffic Emissions and Children’s Health beschäftigte sich mit den Auswirkungen von Situationen, in denen Menschen ultrafeinen Partikeln ausgesetzt waren, die Fahrzeuge in die Luft ausstießen. Es zeigten sich Zusammenhänge mit Entzündungen im Bereich der Atemwege, aber auch systemischen Entzündungen, also schädlichen Auswirkungen auf die Gesundheit. 2015 überzeugten diese Ergebnisse die WHO und auch verschiedene Staaten, ihre Standards zu überarbeiten, mit denen Kinder vor ultrafeinen Partikeln geschützt werden sollten. Ein Ergebnis war die Veränderung von Richtlinien zur Luftqualität, in die nunmehr Empfehlungen zu ultrafeinen Partikeln aufgenommen wurden.

### Covid-19
Zusammen mit ihrem Kollegen Donald K. Milton forschte sie zur Übertragung von Viren in Aerosolen. Die Forschungsgruppe wies 2019 nach, dass bei kurzen oder mittleren Entfernungen ein erhebliches Infektionsrisiko durch Mikrotröpfchen besteht, und empfahl Schutzmaßnahmen, um die Übertragung durch die Luft zu mindern. Im Juli 2020 publizierte sie zusammen mit 239 internationalen Forschern einen entsprechenden Appell. Regelmäßiges Lüften vor allem in Krankenhäusern, Altenheimen und Schulen, Luftreinigung und das Vermeiden von überfüllten Verkehrsmitteln und anderen Innenräumen wurde dringend angeraten.

## Ehrungen und Mitgliedschaften (Auswahl)
- 2006–2021: Zweite Vorsitzende der Guideline Development Group der WHO
- Seit 2010: Mitherausgeberin der Zeitschrift Science of the Total Environment[2]
- Seit 2020: Fellow der Australian Academy of Science[8]
- 2020: Auszeichnung von The Australian Research Magazine als eine der 40 Top-Wissenschaftler Australiens[8]
- 2021: Time Magazine, Auszeichnung als eine der hundert einflussreichsten Persönlichkeiten des Jahres 2021 (Time 100)[9]
- 2023: UNESCO-L’Oréal-Preis
- 2024: Mitglied der American Academy of Arts and Sciences

## Publikationen (Auswahl)
- Indoor environment: airborne particles and settled dust. Wiley-VCH, ISBN 3527305254.
- Wei Huang, Lidia Morawska: Face masks could raise pollution risks. In: Nature. Band 574, London 2019, S. 29–30.
- Lidia Morawska, Junji Cao: Airborne transmission of SARS-CoV-2: The world should face the reality. In: Environment International, Band 139, 2020, Article 105730.